# Мартынов, Павел Петрович
О ты, пространством необширный,

Живый в движеньях деплояд,

Источник страха роты смирной,

Без крылей, дланями крылат,

Известный службою единой,

Стоящий фронта пред срединой,

Веленьем чьим колен не гнут;

Чей крик двор ротный наполняет,

Десница зубы сокрушает,

Кого Мартыновым зовут.

Две последних строфы:

Я твой подпрапор нечестивый,

Твоей премудрости болван,

Источник взысков справедливый,

Начальник мой и капитан!

Тебе по службе нужно было,

Чтоб чаще под арест ходило

Дворянство для солдат в пример;

Чтоб я по форме одевался,

Отнюдь въ театрах не казался,

Доколь не буду офицер.

О капитан, мой благодетель

Виновник благ моих и зла,

Арестов  и похвал  содетель,

Я слаб воспеть твои дела.

Но если славословить должно,

Подпрапорщику невозможно

Тебя ничем иным почтить,

Как тем, чтобы служить стараться,

С ноги во фронте не сбиваться

И век во фраке не ходить.
Павел Петрович Мартынов (1782—1838) — генерал-адъютант, генерал-лейтенант, комендант Петропавловской крепости и города Санкт-Петербурга

## Биография
Родился 17 (28) августа 1782 года в семье помещика Саратовской губернии. Его братья: Борис Петрович — генерал-майор; Александр Петрович — титулярный советник; Николай Петрович — генерал-лейтенант, сенатор.
В военную службу вступил в лейб-гвардии Измайловский полк и в 1800 году получил первый офицерский чин.
В кампании 1805 года в Австрии Мартынов за отличие в сражении при Аустерлице награждён орденом св. Анны 3-й степени
В 1808 году в чине капитана командовал ротой.
В 1812 году Мартынов принимал участие в отражении вторжения Наполеона в Россию, в Бородинском сражении был контужен гранатой в руку и ядром в ногу, награждён орденом св. Анны 2-й степени с алмазными украшениями. В этом сражении он сменил на посту командира 3-го батальона выбывшего полковника И. К. Мусина-Пушкина.
В 1813 году произведён в полковники и назначен командиром 1-го батальона. Затем Мартынов был в Заграничном походе, за сражение при Кульме он 15 сентября получил золотую шпагу с надписью «За храбрость» и сверх того особый прусский знак Железного креста. В этом сражении он был ранен пулей в бок возле груди.
В 1820 году Мартынов был произведён в генерал-майоры и 30 ноября 1821 года назначен командиром лейб-гвардии Измайловского полка.
С 14 марта 1825 года Мартынов командовал 3-й гвардейской пехотной дивизией.
14 декабря 1825 года Мартынов одним из первых привёл свои полки на Дворцовую площадь к присяге новому императору Николаю I и на следующий день был назначен генерал-адъютантом. 26 ноября 1826 года Мартынов за беспорочную выслугу 25 лет в офицерских чинах был награждён орденом св. Георгия 4-й степени (№ 3873 по кавалерскому списку Григоровича — Степанова).
В 1828—1829 годах Мартынов находился на Дунайском театре войны против турок и участвовал в обложении Варны, за отличие награждён орденом св. Владимира 2-й степени.
С 1829 года Мартынов был генерал-лейтенантом, в 1831 году участвовал в делах против польских мятежников, затем назначен комендантом Петропавловской крепости и города Санкт-Петербурга.
Скончался 14 (26) февраля 1838 года в Санкт-Петербурге, похоронен в Духовской церкви Александро-Невской лавры.